# Xylophanes cosmius
Espèce
Xylophanes cosmius est une espèce de lépidoptères de la famille des Sphingidae, de la sous-famille des Macroglossinae, tribu des Macroglossini, sous-tribu des Choerocampina, et du genre Xylophanes.

## Description
L'envergure est 40-45 mm. 
L'espèce est semblable à Xylophanes amadis, mais la marge extérieure de l'aile antérieure est festonnée et plus excavée en dessous du sommet. Au niveau de l'abdomen il manque les lignes subdorsales, mais aussi les taches sur les marges des tergites et les taches latérales à la base de l'abdomen postérieur sont plus mal définies. La face dorsale de l'aile antérieure a le même schéma général, mais la tache discale est plus visible car elle est entourée par une petite zone plus pâle. En outre, le nuage distal plus sombre de la tache discale est plus petit, subtriangulaire et mieux défini. Les franges sont à damier noir et blanc.

## Biologie
Il y a au moins trois générations par an au Pérou : les adultes y volent de janvier à février, et de juillet à octobre.
Les chenilles se nourrissent probablement de Rubiaceae et de Malvaceae.

## Distribution et habitat
Distribution
L'espèce est connue en Équateur, au Pérou en Bolivie et à l'ouest du Brésil.

## Systématique
L'espèce Xylophanes cosmius a été décrite par les entomologistes Lionel Walter Rothschild et Karl Jordan en 1906.

### Synonymie
- Xylophanes agilis Closs, 1916